# Romain Zaleski
Romain Zaleski (ur. 7 lutego 1933 w Paryżu) – francuski i polski finansista. 
Francuski (do roku 2012) i włoski brydżysta z tytułem World International Master w kategorii Open (WBF).

## Życiorys
Roman Zaleski urodził się w 1933 w polskiej rodzinie szlacheckiej herbu Lubicz jako trzecie z czworga dzieci. Jego ojciec, Zygmunt Zaleski, był profesorem literatury na Sorbonie. Jego matka Maria ze Zdziarskich była posiadaczką ziemską, lekarką, a w czasie wojny kapitanem AK. Zygmunt uciekł z dziećmi do Francji, gdzie uczestniczył w oporze przeciwko Niemcom nazistom, został aresztowany, torturowany w Paryżu i deportowany do KL Buchenwald, skąd wyzwoliła go United States Army. Matka została aresztowana w 1944 roku, w Warszawie przez Gestapo i deportowana do KL Ravensbrück, podczas gdy starszy brat Romana, Piotr uciekł do partyzantki AK. Aresztowany przez Sowietów, ale wkrótce został wypuszczony i udało mu się wrócić do Francji.
Roman jako dziecko również uczestniczył w ruchu oporu w Polsce, jako łącznik i goniec (przenosił dokumenty). We Francji ukończył z wyróżnieniem Liceum Janson-de-Sailly. Następnie studiował w École Polytechnique, ale uzyskał dyplom na École nationale supérieure des mines de Paris (1958). W latach 60. XX w. był reprezentantem Francji w brydżu sportowym. W 1972 opuścił kraj by połączyć i rozporządzać grupą finansową (Compagnie internationale de banque). W końcu lat 70. został skarbnikiem partii UDF.
Zaczął inwestować w trzeciego producenta elektryczności we Włoszech, Falck-Sondel. Otrzymał stamtąd 38,7%, gdy wycofał się w 1996 roku do OPA de Compart, poprzestając po trzech latach współpracy na zysku ponad 300 milionów euro, który zainwestował znowu do innej grupy energetycznej. W 2001 roku dołączył się do EDF i Fiata.
Obecnie oblicza się jego majątek jako czwartą fortunę we Francji (około 11 miliardów euro).
Po kryzysie 29 października 2008 zaskoczył francuskich ekonomistów ogłoszeniem, że tworzy nowy bank w Polsce. W powstający Alior Bank zainwestował ponad 425 milionów euro.
By uhonorować pamięć ojca założył fundację Zygmunta Zaleskiego, pod przewodnictwem córki Heleny. Celem fundacji jest wspieranie działalności Biblioteki Polskiej w Paryżu, jak również fundowanie stypendiów dla studiujących we Francji obcokrajowców.
Jego córką jest Helene Zaleski a jego bratem Kazimierz Piotr Zaleski.

## Odznaczenia
- Kawaler Legii Honorowej[4]

## Wyniki brydżowe

### Olimpiady
Na olimpiadach uzyskał następujące rezultaty:
| Olimpiady brydżowe. Zawody teamów | Olimpiady brydżowe. Zawody teamów | Olimpiady brydżowe. Zawody teamów | Olimpiady brydżowe. Zawody teamów | Olimpiady brydżowe. Zawody teamów | Olimpiady brydżowe. Zawody teamów |
| Rok                               | Miejsce                           | Zawody                            | Kategoria                         | Drużyna                           | Pozycja                           |
| --------------------------------- | --------------------------------- | --------------------------------- | --------------------------------- | --------------------------------- | --------------------------------- |
| 2012                              | Lille                             | 2. Olimpiada Sportów Umysłowych   | Open                              | Italy                             | 5                                 |

| Olimpiady brydżowe. Zawody Indywidualne | Olimpiady brydżowe. Zawody Indywidualne | Olimpiady brydżowe. Zawody Indywidualne | Olimpiady brydżowe. Zawody Indywidualne | Olimpiady brydżowe. Zawody Indywidualne |
| Rok                                     | Miejsce                                 | Zawody                                  | Kategoria                               | Pozycja                                 |
| --------------------------------------- | --------------------------------------- | --------------------------------------- | --------------------------------------- | --------------------------------------- |
| 2008                                    | Pekin                                   | 1. Olimpiada Sportów Umysłowych         | Open                                    | 22                                      |

### Zawody światowe
W światowych zawodach zdobył następujące lokaty:
| Mistrzostwa Świata. Konkurencja teamów | Mistrzostwa Świata. Konkurencja teamów | Mistrzostwa Świata. Konkurencja teamów | Mistrzostwa Świata. Konkurencja teamów | Mistrzostwa Świata. Konkurencja teamów | Mistrzostwa Świata. Konkurencja teamów |
| Rok                                    | Miejsce                                | Zawody                                 | Kategoria                              | Drużyna                                | Pozycja                                |
| -------------------------------------- | -------------------------------------- | -------------------------------------- | -------------------------------------- | -------------------------------------- | -------------------------------------- |
| 2010                                   | Filadelfia                             | 13. Seria Mistrzostw Świata            | Open                                   | Zaleski                                | 17                                     |
| 2008                                   | Pekin                                  | 1. Olimpiada Sportów Umysłowych        | Miksty                                 | Zaleski                                | 5                                      |
| 2007                                   | Szanghaj                               | 38. Mistrzostwa Świata Teamów          | Trans                                  | Zaleski                                | [ 9 ]                                  |

| Mistrzostwa Świata. Konkurencja par | Mistrzostwa Świata. Konkurencja par | Mistrzostwa Świata. Konkurencja par | Mistrzostwa Świata. Konkurencja par | Mistrzostwa Świata. Konkurencja par | Mistrzostwa Świata. Konkurencja par |
| Rok                                 | Miejsce                             | Zawody                              | Kategoria                           | Partner                             | Pozycja                             |
| ----------------------------------- | ----------------------------------- | ----------------------------------- | ----------------------------------- | ----------------------------------- | ----------------------------------- |
| 2010                                | Filadelfia                          | 13. Mistrzostwa Świata              | Miksty                              | Véronique Bessis                    | 369                                 |
| 2010                                | Filadelfia                          | 13. Mistrzostwa Świata              | Seniorzy                            | Albert Faigenbaum                   | 20                                  |
| 2006                                | Werona                              | 12. Mistrzostwa Świata              | Miksty                              | Elisabeth Delor                     | 331                                 |
| 2006                                | Werona                              | 12. Mistrzostwa Świata              | Seniorzy                            | Albert Faigenbaum                   | 21                                  |

### Zawody europejskie
W europejskich zawodach zdobył następujące lokaty:
| Zawody europejskie. Konkurencja teamów | Zawody europejskie. Konkurencja teamów | Zawody europejskie. Konkurencja teamów | Zawody europejskie. Konkurencja teamów | Zawody europejskie. Konkurencja teamów | Zawody europejskie. Konkurencja teamów |
| Rok                                    | Miejsce                                | Zawody                                 | Kategoria                              | Drużyna                                | Pozycja                                |
| -------------------------------------- | -------------------------------------- | -------------------------------------- | -------------------------------------- | -------------------------------------- | -------------------------------------- |
| 2014                                   | Mediolan                               | 13. Puchar Europy                      | Open                                   | Zaleski – Fra                          | 4                                      |
| 2013                                   | Ostenda                                | 6. Otwarte Mistrzostwa Europy          | Open                                   | Breno                                  | 2                                      |
| 2009                                   | Paryż                                  | 8. Puchar Europy                       | Open                                   | Host France                            | 11                                     |
| 2009                                   | San Remo                               | 4. Otwarte Mistrzostwa Europy          | Open                                   | Zaleski                                | 17                                     |
| 2009                                   | San Remo                               | 4. Otwarte Mistrzostwa Europy          | Seniorzy                               | Damiani                                | 13                                     |
| 2009                                   | San Remo                               | 4. Otwarte Mistrzostwa Europy          | Miksty                                 | Zaleski                                | 9                                      |
| 2007                                   | Antalya                                | 3. Otwarte Mistrzostwa Europy          | Open                                   | Zaleski                                | 9                                      |

| Zawody europejskie. Konkurencja par | Zawody europejskie. Konkurencja par | Zawody europejskie. Konkurencja par | Zawody europejskie. Konkurencja par | Zawody europejskie. Konkurencja par | Zawody europejskie. Konkurencja par |
| Rok                                 | Miejsce                             | Zawody                              | Kategoria                           | Partner                             | Pozycja                             |
| ----------------------------------- | ----------------------------------- | ----------------------------------- | ----------------------------------- | ----------------------------------- | ----------------------------------- |
| 2013                                | Ostenda                             | 6. Otwarte Mistrzostwa Europy       | Open                                | Benito Garozzo                      | 83                                  |
| 2013                                | Ostenda                             | 6. Otwarte Mistrzostwa Europy       | Miksty                              | Gabriella Olivieri                  | 24                                  |
| 2009                                | San Remo                            | 4. Otwarte Mistrzostwa Europy       | Open                                | Albert Faigenbaum                   | 72                                  |
| 2009                                | San Remo                            | 4. Otwarte Mistrzostwa Europy       | Miksty                              | Véronique Bessis                    | 129                                 |
| 2007                                | Antalya                             | 3. Otwarte Mistrzostwa Europy       | Seniorzy                            | Albert Faigenbaum                   | 30                                  |

## Klasyfikacja
- Romain Zaleski – klasyfikacja WBF (ang.)
- Romain Zaleski – klasyfikacja EBL (ang.)